# Апостольская канцелярия
Апостольская канцелярия (лат. Cancellaria Apostolica), Папская канцелярия — один из древних институтов Римской курии.
На начало XX столетия канцелярия заведовала изготовлением папских булл, и состояла под руководством кардинала-вице-канцлера, а папские грамоты (breve) изготавливались в другом учреждении — малом секретариате (secretaria brevium). На протяжении веков канцелярия многократно реформировалась, меняла структуру и функции. Упразднена в XX веке, функции переданы Государственному секретариату Ватикана.

## Древняя Церковь
Апостольская канцелярия — самый древний институт Римской курии, её истоки восходят к IV веку. Прообразом Апостольской канцелярии была, вероятно, школа нотариев (Schola notariorium), располагавшаяся в официальной резиденции римских пап в Латеранском дворце и возглавлявшаяся примицерием. Устройству Апостольской канцелярии придавал большое значение папа Григорий I Великий, он придал ей черты аудитории византийских императоров. Первые подробные сведения об устройстве Апостольской канцелярии относятся к началу XIII века, когда она была реорганизована папой Иннокентием III.

## Становление Апостольской канцелярии
До XI века Апостольская канцелярия была объединена с папской библиотекой и архивом. С XIII века в её функции входили преимущественно составление и рассылка актов Святого Престола (декретов и булл, издаваемых по разным вопросам католической пропаганды). С исчезновением должности примицерия главой Апостольской канцелярии стал библиотекарь (bibliothecarius), превратившегося таким образом в одну из наиболее значительных фигур в Римской курии; начиная с понтификата папы римского Геласия II (1118—1119), должность библиотекаря могла быть доверена только кардиналу.
С 1144 года Апостольскую канцелярию возглавляет канцлер, которым вначале мог быть только епископ. Папа Гонорий III (1216—1227) постановил, что Апостольской канцелярией могут руководить не только епископы, но и прелаты, и титул канцлера (в соответствии с понижением ранга главы Апостольской канцелярии) превратился в титул вице-канцлера (vice-cancellarius). Это именование должности главы Апостольской канцелярии сохранилось, даже когда папа Иоанн XXII (1316—1334) вновь закрепил её за кардиналом.

## Окончательное оформление функций Апостольской канцелярии
К концу XIV века сложилась структура Апостольской канцелярии, просуществовавшая до начала XX века: во главе стоял вице-канцлер, ему подчинялся регент или местоблюститель (regens vel locumtens), которому, в свою очередь, подчинялось несколько протонотариев. Чиновники более низкого ранга подчинялись последним. В рамках Апостольской канцелярии работал также Отдел рассмотрения апелляций (Audientia litterarum contradictarum).
Впервые чётко оформленные правила деятельности Апостольской канцелярии были установлены папой Иоанном XXII в апостольской конституции Ratio iuris (16 ноября 1331 года). Ряд реформ был проведён папами Иннокентием XI (1676—1689) и Климентом XII (1700—1721), данные реформы сузили сферу деятельности Апостольской канцелярии.

## Апостольская канцелярия в XX веке
Ещё одна реформа Апостольской канцелярии была проведена папой римским Львом XIII в 1901 году; её результаты были закреплены папой Пием X в апостольской конституции Sapienti consilio (1908 год). Реформы получили отражение в Кодексе Канонического Права 1917 года, согласно которому в обязанности Апостольской канцелярии входили составление и рассылка апостольских посланий, касающихся существующих бенефициев и консисторских должностей, учреждений новый митрополий, епархий и капитулов, а также составление апостольских конституций о провозглашении Юбилейного года, декретов о канонизации святых и т. д.
Конституция папы римского Павла VI Regimini Ecclesiae universae от 15 августа 1967 года подтвердила функции Апостольской канцелярии, но этот же папа в motu proprio Quo aptius от 27 февраля 1973 года упразднил Апостольскую канцелярию. В последний период своего существования Апостольская канцелярия возглавлялась кардиналом-канцлером Святой Римской Церкви и включала также заместителя кардинала-канцлера, коллегию апостольских протонотариев, писцов, архивистов, и прочих чиновников. После упразднения функции Апостольской канцелярии были переданы Государственному секретариату, в рамках которого была создана Канцелярия апостольских посланий. Папа Иоанн Павел II конституцией Pastor Bonus (28 июня 1988 года) упразднил это подразделение, передав его функции Отделу общих вопросов Государственного секретариата.